# Can Cadena (Sant Cugat del Vallès)
Can Cadena és un edifici del municipi de Sant Cugat del Vallès (Vallès Occidental) que forma part de l'Inventari del Patrimoni Arquitectònic de Catalunya. És una de les masies més antigues de la Quadra d'en Canals. Al segle xv ja és esmentada amb un altre nom: Mas Adam. Al segle xvi com a Mas Serra i a partir de 1726 amb el nom actual: Can Cadena.

## Descripció
És una masia de construcció habitual amb teulat a dues vessants i un gran portal a l'entrada de pedra a punt rodó. Té una estructura simètrica i als angulars s'ha utilitzat pedra, les façanes són arrebossades. Rellotge de sol a la façana principal.